# しょこたん☆かばー 〜アニソンに恋をして。〜
『しょこたん☆かばー 〜アニソンに恋をして。〜（しょこたんかばー アニソンにこいをして）』は、2007年5月2日にリリースされたコンピレーション・ミニアルバム。
中川翔子のカバー企画第一弾作品であり、中川選りすぐりのアニメソング5曲をカバーしたものである。

## 作品概要
- 中川が、後世に残したいと思う楽曲をカバーするというコンセプトで始まった企画「しょこたん☆かばー」のアニメテーマソング編。
- 収録曲は、一般公募によるファンのリクエストをもとに、中川自身が選出した。なお、リクエストは幅広い上にかなりの量があったようで、選出・決定にはずいぶんと悩んだと自身のブログに書いていた。
- DVD付きには「ロマンティックあげるよ」のビデオクリップとメイキング・オフショット映像を収録。
- それまでのシングルと同様、通常盤（CD）、限定盤（CD+DVD）の2パターン・リリース。
- 2013年6月22日放送のMUSIC FAIRでアーバンギャルドと、7月31日放送のFNSうたの夏まつり2013で八代亜紀と「残酷な天使のテーゼ」をコラボした。

## 作品仕様
- ジャケットでは、「魔法使いになれたら何でもできそう」「魔法少女になりたい」ということもあり、『魔法の天使クリィミーマミ』の主人公クリィミーマミのコスプレをしている。
- 初回プレス盤はオリジナルカバーケース仕様、直筆イラストジャケット仕様の2種類がある。
- 販売生産番号
  - SRCL-6538/9 【CD+DVD】
  - SRCL-6540 【CD】

## 作品内容
ロマンティックあげるよ
『ドラゴンボール』エンディングテーマ
- 原曲歌手：橋本潮　作詞：吉田健美 作曲：いけたけし 編曲：TATOO 演奏時間 - 3:49
- 『ドラゴンボール』の初代エンディングテーマであることに加え、中川自身の憧れである橋本潮の曲の代表として収録された。
- ミュージッククリップでは『ドラゴンボール』をはじめ、アニメに登場したシーンがいくつか登場する。

乙女のポリシー
『美少女戦士セーラームーンR』エンディングテーマ
- 原曲歌手：石田よう子　作詞：芹沢類 作曲：永井誠 編曲：平田祥一郎 演奏時間 - 3:14
- 募集の際、「『セーラームーン』の曲を歌ってほしい。」というファンの声の中でも特に要望が多かった曲。中川自身も絶対に入れたい曲であったことから選曲された。
- 『セーラームーン』の曲を歌うことについては、当初から構想に含まれていた。

BIN・KANルージュ
『魔法の天使クリィミーマミ』挿入曲
- 原曲歌手：太田貴子　作詞：岩里祐穂 作曲：亀井登志夫 編曲：田上陽一 演奏時間 - 3:35
- 憧れの「魔法少女の曲」ということで、中川のたっての希望により収録された曲。
- 同アニメのオープニングテーマ「デリケートに好きして」を抑えて選曲したことについて、中川自身も「マニアックすぎる」とコメントしている。

残酷な天使のテーゼ
『新世紀エヴァンゲリオン』オープニングテーマ）
- 原曲歌手：高橋洋子　作詞：及川眠子 作曲：佐藤英敏 編曲：TATOO 演奏時間 - 4:00
- 今作収録曲の中では唯一のオープニングテーマソング。
- ロック調のアレンジが加えられ、原曲の音がより強調されている。中川曰く、「自分なりのクールを目指して歌った。」とのこと。
- この曲はアルバムが製作される以前の2007年1月に、中川翔子が『新堂本兄弟』に出演した際に披露したことがある。

青春
『タッチ』第2期エンディング主題歌
- 原曲歌手：岩崎良美、作詞：康珍化 作曲：芹澤廣明、編曲：平田祥一郎、演奏時間 - 3:41
- MDが擦り切れるほど、聞いたという曲。「BIN・KANルージュ」と同様、あえて「タッチ」を抑えての選曲。
- この曲について、アニメではなく原作を読み、レコーディングの際には"上杉和也"を想いながら歌ったという。

## 収録曲

### 通常盤（CD）
1. ロマンティックあげるよ
2. 乙女のポリシー
3. BIN・KANルージュ
4. 残酷な天使のテーゼ
5. 青春

### 限定盤（CD + DVD）
Disc-1
1. ロマンティックあげるよ
2. 乙女のポリシー
3. BIN・KANルージュ
4. 残酷な天使のテーゼ
5. 青春

Disc-2
1. ロマンティックあげるよ -ビデオクリップ-
2. しょこたん 夢のMt.FUJI 〜ロマンティック伝説篇〜